# Szczeliwo
Szczeliwo – materiał uszczelniający szczelinę pomiędzy dwoma (lub więcej) elementami konstrukcyjnymi pozostającymi względem siebie w spoczynku (zastosowanie statyczne) lub mogącymi się wzajemnie przemieszczać (zastosowanie ruchowe). W odróżnieniu od uszczelnień szczeliwa gotowe do zastosowania nie mają konkretnych kształtów ani wymiarów - przyjmują je dopiero po użyciu, wypełniając szczelinę.
Jako szczeliwa używane są:
- materiały włókiennicze;
- substancje półpłynne, w postaci pasty, kitu itp. nakładane na uszczelniane powierzchnie i następnie utwardzające się do gotowej postaci, jak np. silikon sanitarny, akryl. Służą do wykonywania uszczelnień takich, jak szyby w ramie okiennej, dylatacje budowlane itp. Czasem nazywane „uszczelką tworzoną na miejscu (zastosowania) lub kitami trwale elastycznymi;

- połączenia obu powyższych.

## Szczeliwo z włókien[1][2]

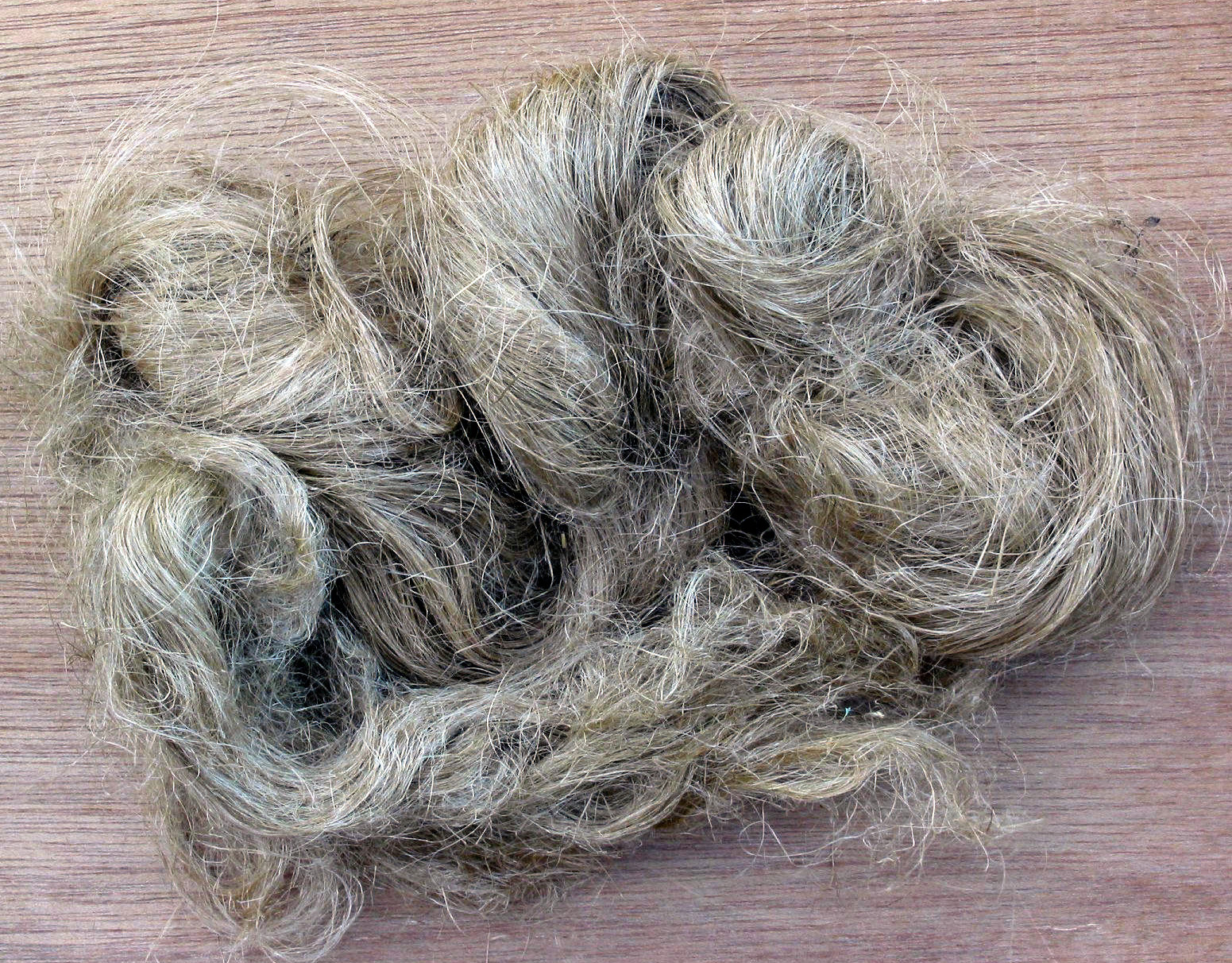
Pakuły konopne

Nazywane również „uszczelnieniem technicznym”, występuje w postaci luźnej (pakuły, czesanka) lub tkanej (przędza, sznury, taśmy) Może być wykonane z włókien naturalnych (najczęściej konopnych), jak i sztucznych lub ich mieszanek.

### Zastosowanie
Szczeliwa są stosowane zarówno do uszczelniania ruchomych części maszyn, jak np. wirniki pomp, drzwiczki piecowe, jak i połączeń statycznych, jak połączenia gwintowe hydrauliczne i gazowe, poszycia jachtów drewnianych itp.

Uszczelnianie łodzi rybackiej w Szwecji

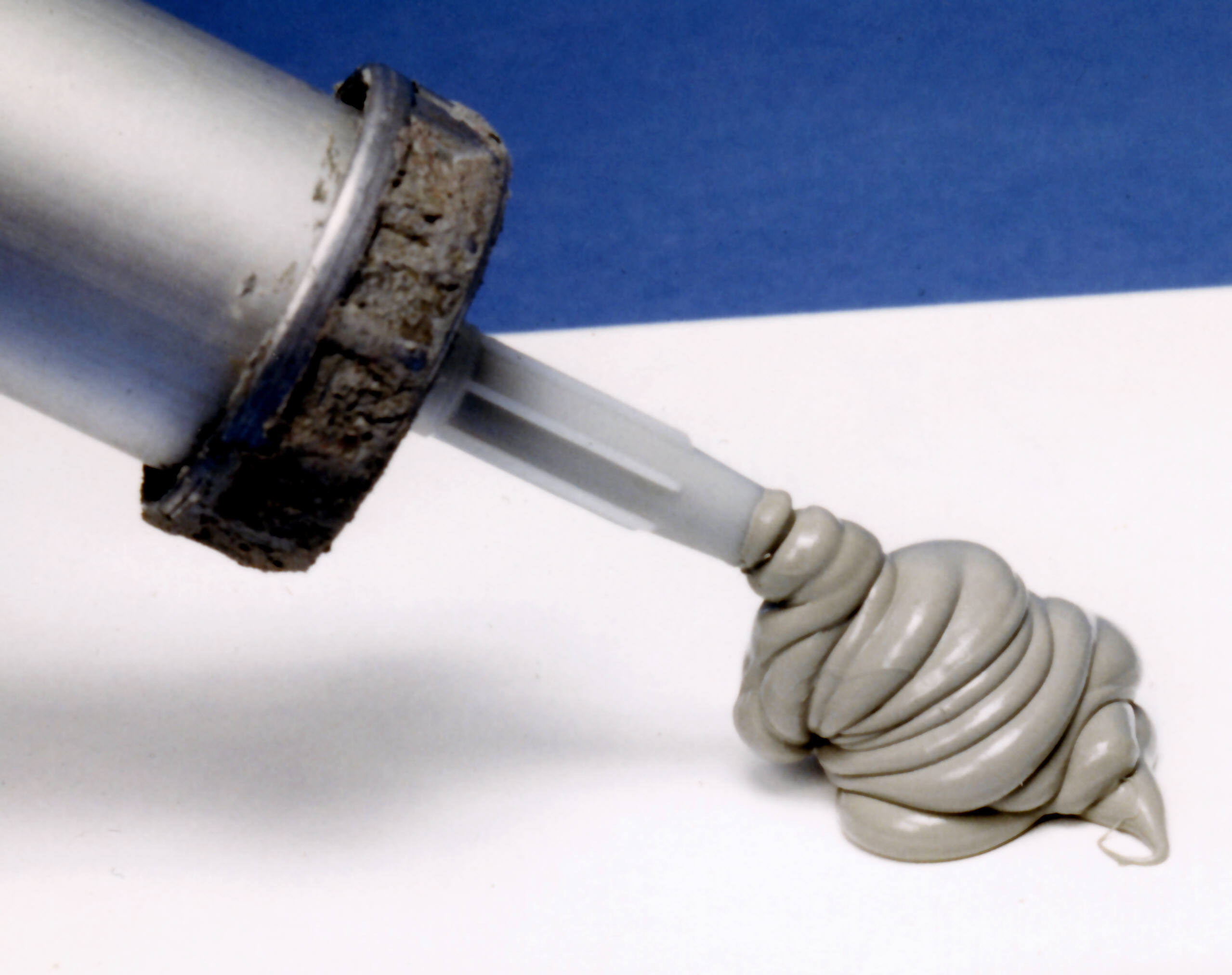
Przykład szczeliwa silikonowego

## Szczeliwo (Kity trwale elastyczne)[3]
Ogólna budowa takich szczeliw oparta jest na tych samych regułach, a ich właściwości są uzależnione od doboru poszczególnych składników:
- polimer
- środek sieciujący
- katalizator
- wypełniacze
- plastyfikatory
- pigmenty i dodatki specjalne
- promotory adhezji

Polimer – odpowiada za podstawowe właściwości szczeliwa. Do wyrobu szczeliw stosuje się polimery liniowe takie jak: winylowe, epoksydowe, poliuretanowe, silikonowe i inne, jak na przykład olej lniany w kitach okiennych. Od własności chemicznych i fizycznych polimeru zależą podstawowe cechy szczeliwa:
– elastyczność – zależna od długości polimeru (jego masy cząsteczkowej)
– przyczepność do określonych powierzchni
– odporność na wpływy środowiska: wilgoć, promieniowanie UV, temperaturę itp.
Środek sieciujący – odpowiada za „wulkanizację”, czyli utwardzenie szczeliwa i powoduje usieciowanie polimeru. Dobór środka sieciującego zależy od rodzaju zastosowanego polimeru.
Katalizator – związek chemiczny przyśpieszający sieciowanie polimeru w danych warunkach. Dobór katalizatora jest zawsze związany z rodzajem polimeru i wymaganymi warunkami wulkanizacji.
Wypełniacze – pełnią rolę „zbrojenia” dla polimeru i służą do modyfikowania mechanicznych własności szczeliwa. Wielkość i kształt cząsteczek wypełniacza ma bezpośredni wpływ na mechaniczne właściwości szczeliwa. Najczęściej stosowane wypełniacze to kreda (węglan wapnia) i krzemionka (SiO2).
Plastyfikatory – to najczęściej różnej lepkości oleje mineralne lub silikonowe, modyfikujące reologiczne własności szczeliwa. Decydują czy szczeliwo występuje w postaci mniej lub bardziej płynnej.
Pigmenty i dodatki specjalne – do wytwarzania szczeliw stosuje się praktycznie wszystkie rodzaje barwników, zarówno organiczne, jak i nieorganiczne. Szczególną rolę odgrywa barwnik czarny (sadza) jako najpowszechniej stosowany. Dodatki specjalne obejmują inne materiały poprawiające właściwości użytkowe szczeliwa jak na przykład stabilizatory UV czy też środki zapobiegające rozwojowi pleśni (grzybów) tak zwane fungicydy.
Promotory adhezji (przyczepności) – środki zwiększające przyczepność szczeliwa do uszczelniającego podłoża.

### Rodzaje szczeliw
Szczeliwa mogą występować jako jednoskładnikowe lub dwu-składnikowe.

#### Szczeliwa jednoskładnikowe
Zawierają, wszystkie wymienione wyżej składniki, w jednym opakowaniu i są gotowe do użycia bez specjalnego przygotowania. Czynnikiem inicjującym proces wulkanizacji (utwardzania) szczeliwa najczęściej jest wilgoć z powietrza. W niektórych przypadkach utwardzanie szczeliwa jednoskładnikowego następuje poprzez usunięcie wody (suszenie). Często szczeliwa jednoskładnikowe oznaczane są RTV (z j. Ang. Room Temperature Vulcalization = Wulkanizujące w temperaturze pokojowej). Ograniczeniem stosowania szczeliw jednoskładnikowych są wąskie i głębokie szczeliny. Przyjmuje się, że maksymalna głębokość szczeliny nie może przekraczać 15 mm, gdyż powyżej tej wartości dyfuzja pary wodnej jest bardzo wolna i szczeliwo nie ulegnie utwardzeniu.

#### Szczeliwa dwu-składnikowe

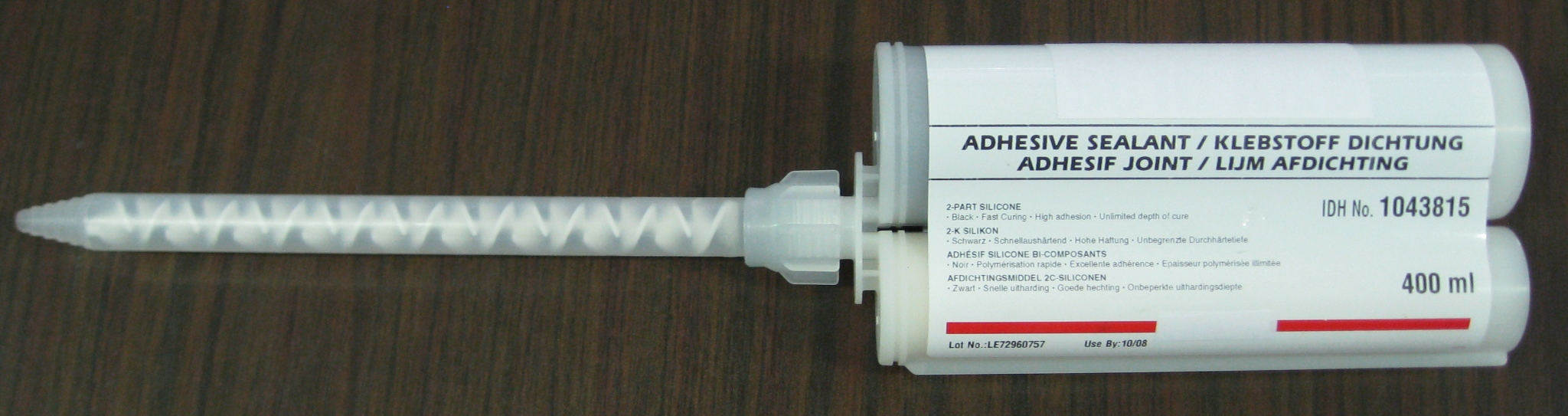
Silikon dwu składnikowy z mieszalnikiem statycznym

Szczeliwa dwuskładnikowe dostarczane jest w dwóch szczelnych opakowaniach, z których jedno zawiera polimer wraz z dodatkami, a katalizator i środek sieciujący jest pakowany w drugim. Przed użyciem oba składniki muszą być dokładnie wymieszane. Takie szczeliwa stosuje się wszędzie tam, gdzie prędkość utwardzania ma decydujące znaczenie (np. wydajność procesu) lub głębokość uszczelnianej szczeliny przekracza 15mm.